# Espondeilhan
Espondeilhan é uma comuna francesa na região administrativa de Occitânia, no departamento de Hérault. Estende-se por uma área de 5,08 km². Em 2010 a comuna tinha 1 094 habitantes (densidade: 215,4 hab./km²).